# هشت‌وجهی بریده‌شده
هشت‌وجهی بریده‌شده (انگلیسی: Truncated octahedron) یک جسم ارشمیدسی است که هشت وجهش شش‌ضلعی منتظم و شش وجهش مربعند و می‌توان آن را با بریدن گوشه‌های هشت‌وجهی منتظم از هر جا به جز وسط اضلاع ساخت.
|  |  |  |

## حجم و مساحت
اگر بریدن از یک سوم ضلع صورت گرفته باشد، مساحت A و حجم V آن نسبت به ضلع a عبارتند از:
{\displaystyle {\begin{aligned}A&=\left(6+12{\sqrt {3}}\right)a^{2}&&\approx 26.784\,6097a^{2}\\V&=8{\sqrt {2}}a^{3}&&\approx 11.313\,7085a^{3}.\end{aligned}}}